# 上默伦
上默伦（德語：Ober-Mörlen）是德国黑森州的一个市镇。总面积37.65平方公里，总人口5790人，其中男性2863人，女性2927人（2011年12月31日），人口密度154人/平方公里。